# راندي وليامز (منافس ألعاب قوى)
راندي وليامز (بالإنجليزية: Randy Williams)‏ هو منافس ألعاب قوى أمريكي، ولد في 23 أغسطس 1953 في فريسنو في الولايات المتحدة.

## وصلات خارجية
- راندي وليامز على موقع الاتحاد الدولي لألعاب القوى (الإنجليزية)
- راندي وليامز على موقع الاتحاد الأمريكي لسباقات المضمار والميدان (الإنجليزية)
- راندي وليامز على موقع الاتحاد الأمريكي لسباقات المضمار والميدان، قاعة المشاهير (الإنجليزية)
- راندي وليامز على موقع اللجنة الأولمبية الدولية (الإنجليزية)
- راندي وليامز على موقع أوليمبيديا (الإنجليزية)